# Nyugati pályaudvar
Nyugati pályaudvar, eller Västra station, är en av Budapests äldsta järnvägsstationer. Stationen ligger i det sjätte distriktet Terézváros.
Byggnaden uppfördes av firman Gustave Eiffel och invigdes 1877. Byggnaden ersatte den tidigare stationsbyggnaden som var Ungerns första järnvägsstation från 1846. 
Nyugati pályaudvar är även namnet på en tunnelbanestation utmed linje tre i Budapests tunnelbana. Tunnelbanestationen invigdes 1981 och hade namnet Marx tér fram till 1990.

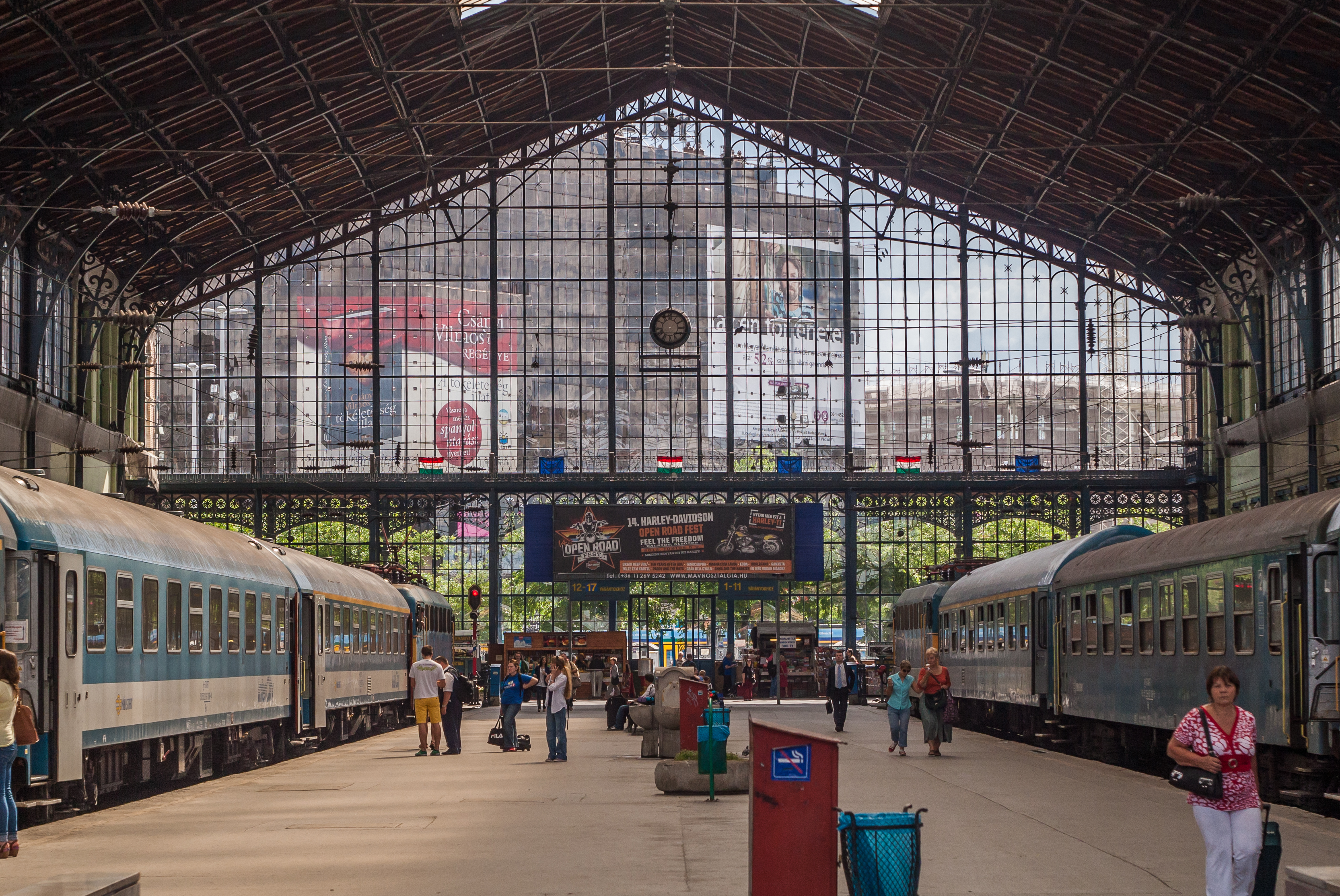
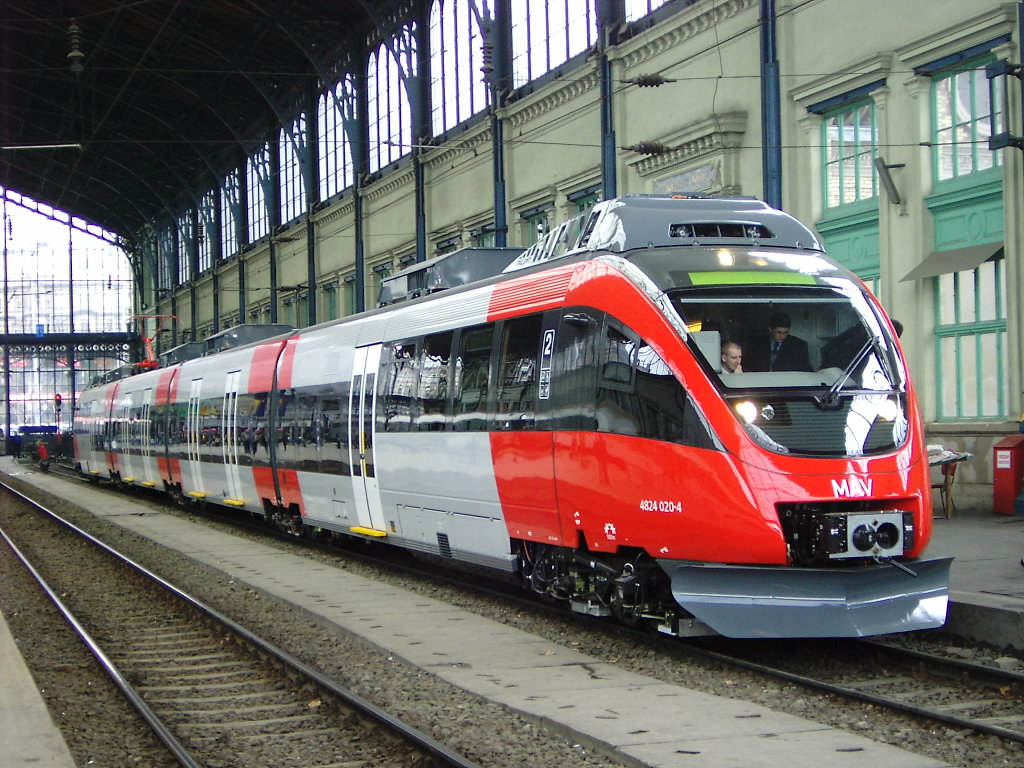
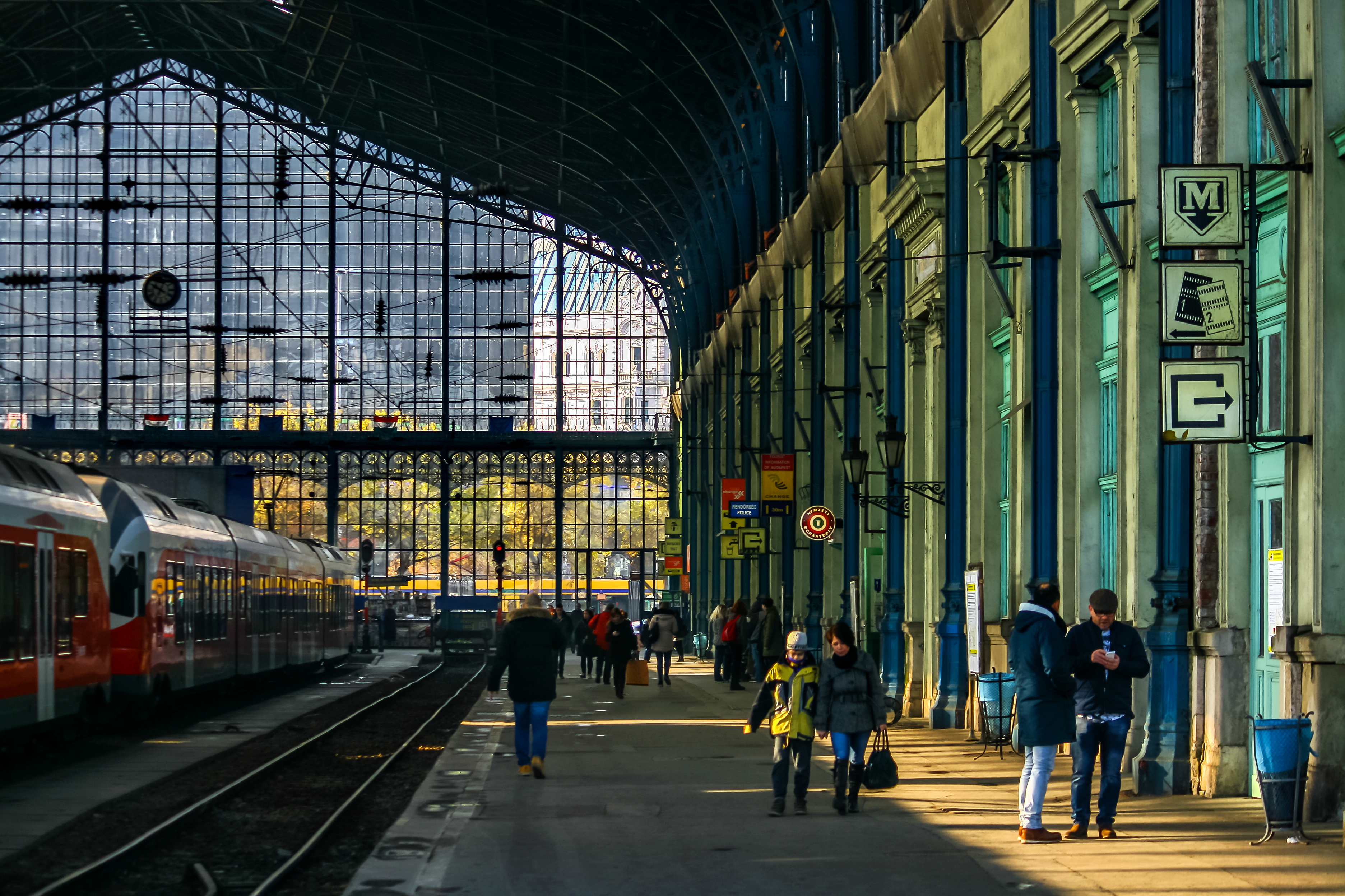

- Wikimedia Commons har media som rör Nyugati pályaudvar.